# Pere Krešimir IV
Pere Krešimir IV, anomenat el Gran (croat: Petar Krešimir IV. Veliki, llatí: Petrus Cresimir), fou el Rei de Croàcia i Dalmàcia entre el 1059 i el 1075, any de la seva mort. Fou l'últim rei de la branca Krešimirović de la dinastia Trpimirović. Sota el seu regnat, el Regne de Croàcia va arribar al seu pic territorial, fet que li va guanyar el sobrenom "el Gran", únic a la història de Croàcia. Va tenir Nin i Biograd na Moru com a capital; tanmateix, a la ciutat de Šibenik hi ha una estàtua en honor seu i sovint rep el nom de ciutat de Krešimir ("Krešimirov grad", en croat) en haver-la fundat, probablement.